# Charles Gordon-Lennox, XI duca di Richmond
Charles Henry Gordon-Lennox, XI duca di Richmond, Lennox e Aubigny e VI duca di Gordon (Londra, 8 gennaio 1955), designato Lord Settrington fino al 1989 e Conte di March e Kinrara tra il 1989 e il 2017, è un pari britannico.
È il proprietario di Goodwood House, sul cui terreno ha promosso diverse iniziative, tra cui il Goodwood Festival of Speed e il Goodwood Revival.
È il presidente della British Automobile Racing Club, patron della TT Riders Association e membro onorario del British Racing Drivers Club, della Guild of Motoring Writers e del 500 Owners Club.

## Biografia

### Infanzia ed educazione

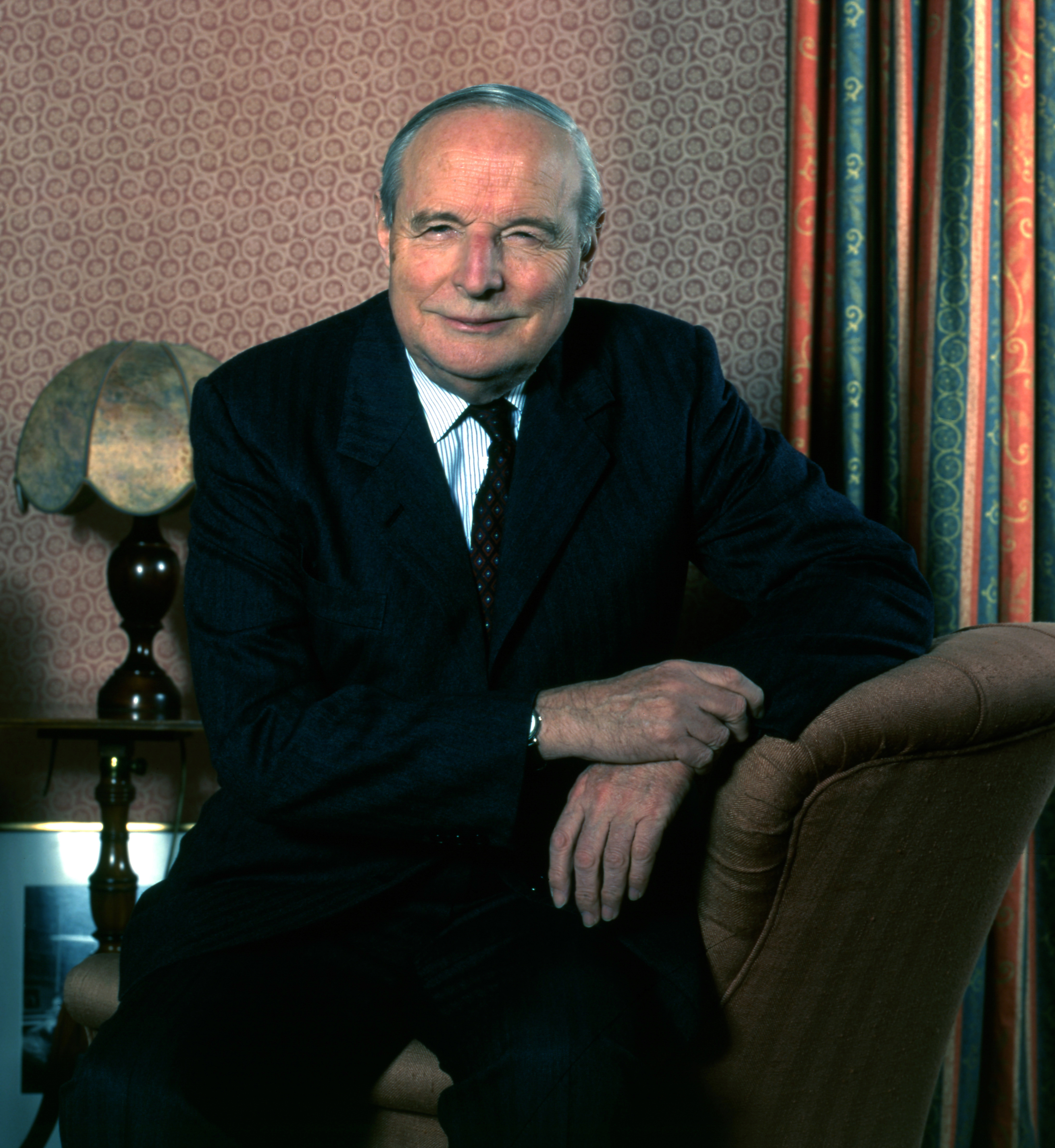
Charles Gordon-Lennox, X duca di Richmond, Lennox e Gordon
Allan Warren, 1990

Indicato col titolo di Lord Settrington dalla nascita, Charles Gordon-Lennox nacque da Charles Henry Gordon-Lennox, X duca di Richmond, Lennox e Gordon e da Susan Monica Grenville-Grey, figlia del Colonnello Cecil Everard Montague Grenville-Grey. Egli venne educato a Eton tra il 1968 ed il 1973.

### Fotografia
Avendo una passione per il cinema e la fotografia dall'età di 10 anni, il futuro Duca lasciò Eton College alla prima occasione e a 17 anni lavorò per il regista Stanley Kubrick nel film Barry Lyndon. Nel 2012, una grande mostra del suo recente lavoro fotografico, "Nature Translated", è stata allestita presso il Bermondsey Project Space di Londra. La mostra è stata esposta al Marble Palace, parte del Museo di Stato russo a San Pietroburgo, a gennaio 2014 e a Mosca nell'ambito della Biennale di fotografia di Mosca nell'aprile 2014. All'inizio del 2015 si sono tenute due nuove mostre delle fotografie del Duca: "Wood Land" che si è tenuta alla Venus Over Manhattan Gallery di New York, e "Abstract and Intentional" che si è tenuta alla Hamiltons Gallery di Londra.

### Goodwood House

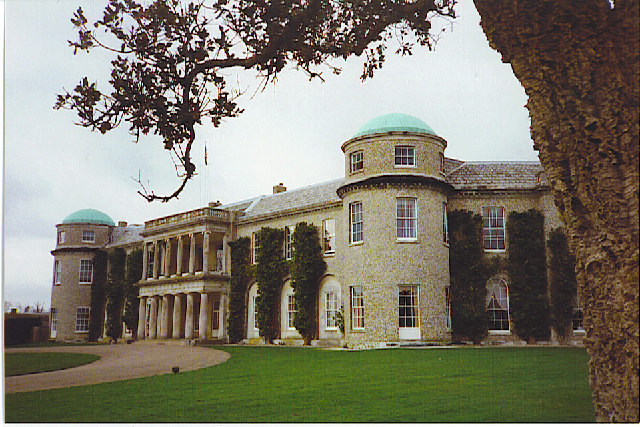
Goodwood House

Il Duca si trasferì da Londra alla sede della famiglia Goodwood per assumere la gestione della tenuta, seguendo la tradizione familiare del Duca che consegna la gestione della proprietà all'erede apparente quando quest'ultimo compie quarant'anni.

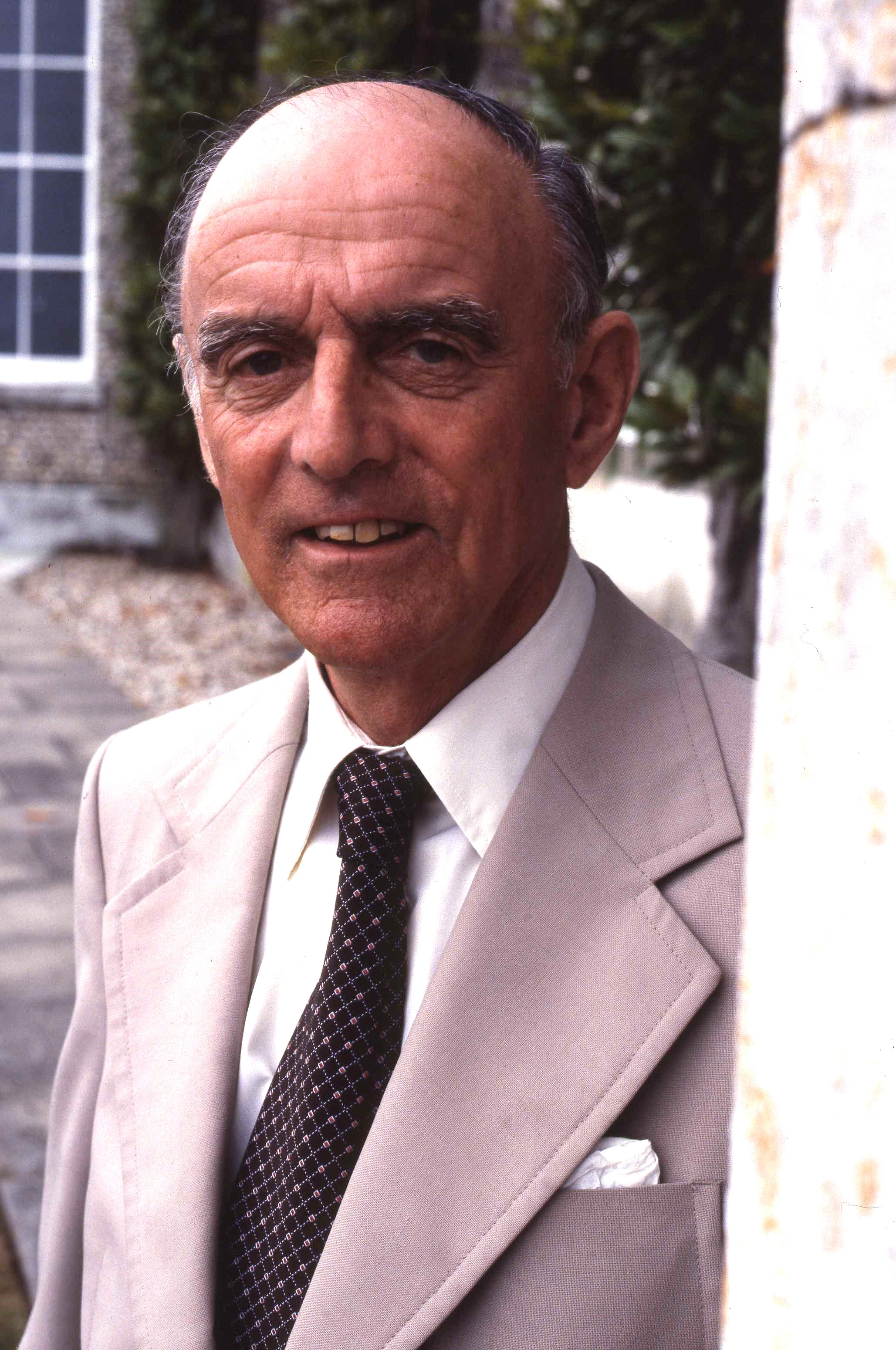
Frederick Gordon-Lennox, IX duca di Richmond fotografato da Allan Warren

Lo sport automobilistico a Goodwood è stato avviato da suo nonno, Freddie Richmond, che ha aperto il Goodwood Motor Circuit nel 1948. L'allora Conte di March ha istituito il Festival della velocità a Goodwood House nel 1993. Poi ha riportato le corse automobilistiche sul circuito, chiuso nel 1966, con la creazione del Goodwood Revival nel 1998. Da allora entrambi gli eventi sono stati riconosciuti come alcuni degli eventi più insoliti, emozionanti e creativi al mondo. La Goodwood Estate copre 12.000 acri a nord di Chichester. La Goodwood Estate Company è un portafoglio diversificato di attività che comprende: Goodwood Racecourse, una fattoria biologica di 4.000 acri, due campi da golf a 18 buche, Goodwood Aerodrome e Flying School e un hotel con 91 camere da letto. Il gruppo impiega oltre 550 persone e attira ogni anno 800.000 visitatori nella Tenuta che ospita anche il quartier generale della Rolls-Royce Motor Cars.

### Matrimoni

Stemma dei Visconti Astor

Charles Gordon-Lennox si è sposato due volte: con la prima moglie Sally Clayton è nata una figlia e con l'onorevole Janet Elizabeth Astor (nata il 1º dicembre 1961), figlia del III Visconte Astor, una figlia e tre figli.
Nel gennaio 2016 lui e la Duchessa (allora Conte e Contessa di March) furono aggrediti e legati in una grande rapina in gioielleria a Goodwood.
Il Duca attualmente vive a Goodwood House con sua moglie Janet Astor e i loro quattro figli.

## Discendenza
Il Duca è stato sposato due volte:
- Dal primo matrimonio con Sally Clayton è nata:
  - Lady Alexandra Gordon-Lennox (n. 1985)
- Con l'onorevole Janet Elizabeth Astor, sua seconda moglie, ha avuto:
  - Charles Henry Gordon-Lennox, conte di March e Kinrara (n. 20 dicembre 1994), l'erede apparente al ducato;
  - Lord William Rupert Charles Gordon-Lennox (n. 29 novembre 1996)
  - Lady Eloise Cordelia Gordon-Lennox (n. 10 marzo 2000)
  - Lord Frederick Lysander Gordon-Lennox (n. 10 marzo 2000)

## Ascendenza
|                                                 |                              |                                  | Genitori                                       |  |  | Nonni |  |  | Bisnonni                                        |  |  | Trisnonni                                       |  |
|                                                 |                              |                                  |                                                |  |  |       |  |  | 8. Charles Gordon-Lennox, VIII duca di Richmond |  |  | 16. Charles Gordon-Lennox, VII duca di Richmond |  |
|                                                 |                              |                                  |                                                |  |  |       |  |  | 8. Charles Gordon-Lennox, VIII duca di Richmond |  |  | 16. Charles Gordon-Lennox, VII duca di Richmond |  |
|                                                 |                              | 17. Amy Mary Ricardo             |                                                |  |  |       |  |  | 8. Charles Gordon-Lennox, VIII duca di Richmond |  |  |                                                 |  |
| 4. Frederick Gordon-Lennox, IX duca di Richmond |                              |                                  |                                                |  |  |       |  |  | 8. Charles Gordon-Lennox, VIII duca di Richmond |  |  |                                                 |  |
|                                                 |                              | 9. Hilda Madeline Brassey        | 18. Henry Brassey                              |  |  |       |  |  |                                                 |  |  |                                                 |  |
|                                                 |                              | 9. Hilda Madeline Brassey        | 18. Henry Brassey                              |  |  |       |  |  |                                                 |  |  |                                                 |  |
|                                                 |                              | 9. Hilda Madeline Brassey        | 19. Anna Harriet Stevenson                     |  |  |       |  |  |                                                 |  |  |                                                 |  |
| 2. Charles Gordon-Lennox, X duca di Richmond    |                              | 9. Hilda Madeline Brassey        |                                                |  |  |       |  |  |                                                 |  |  |                                                 |  |
|                                                 |                              | 10. Thomas William Hudson        | 20. Robert Hudson                              |  |  |       |  |  |                                                 |  |  |                                                 |  |
|                                                 |                              | 10. Thomas William Hudson        | 20. Robert Hudson                              |  |  |       |  |  |                                                 |  |  |                                                 |  |
|                                                 |                              | 10. Thomas William Hudson        | 21. Caroline Blomfield                         |  |  |       |  |  |                                                 |  |  |                                                 |  |
| 5. Elizabeth Grace Hudson                       |                              | 10. Thomas William Hudson        |                                                |  |  |       |  |  |                                                 |  |  |                                                 |  |
|                                                 |                              | 11. Alethea Mary Matheson        | 22. Charles Matheson                           |  |  |       |  |  |                                                 |  |  |                                                 |  |
|                                                 |                              | 11. Alethea Mary Matheson        | 22. Charles Matheson                           |  |  |       |  |  |                                                 |  |  |                                                 |  |
|                                                 |                              | 11. Alethea Mary Matheson        | 23. Alethea Hayter                             |  |  |       |  |  |                                                 |  |  |                                                 |  |
| 1. Charles Gordon-Lennox, XI duca di Richmond   |                              | 11. Alethea Mary Matheson        |                                                |  |  |       |  |  |                                                 |  |  |                                                 |  |
|                                                 | 12. Grenville Grenville-Gray | …                                |                                                |  |  |       |  |  |                                                 |  |  |                                                 |  |
|                                                 | 12. Grenville Grenville-Gray | …                                |                                                |  |  |       |  |  |                                                 |  |  |                                                 |  |
|                                                 | 12. Grenville Grenville-Gray | …                                |                                                |  |  |       |  |  |                                                 |  |  |                                                 |  |
| 6. Cecil Everard Montague Grenville-Grey        | 12. Grenville Grenville-Gray |                                  |                                                |  |  |       |  |  |                                                 |  |  |                                                 |  |
|                                                 |                              | 13. Ellinor Sophia Hanbury       | 26. Gurney Hanbury                             |  |  |       |  |  |                                                 |  |  |                                                 |  |
|                                                 |                              | 13. Ellinor Sophia Hanbury       | 26. Gurney Hanbury                             |  |  |       |  |  |                                                 |  |  |                                                 |  |
|                                                 |                              | 13. Ellinor Sophia Hanbury       | 27. Emma Rosa Johnstone                        |  |  |       |  |  |                                                 |  |  |                                                 |  |
| 3. Susan Monica Grenville-Grey                  |                              | 13. Ellinor Sophia Hanbury       |                                                |  |  |       |  |  |                                                 |  |  |                                                 |  |
|                                                 |                              | 14. Ernest Fitzroy Morrison-Bell | 28. Charles William Morrison-Bell, I baronetto |  |  |       |  |  |                                                 |  |  |                                                 |  |
|                                                 |                              | 14. Ernest Fitzroy Morrison-Bell | 28. Charles William Morrison-Bell, I baronetto |  |  |       |  |  |                                                 |  |  |                                                 |  |
|                                                 |                              | 14. Ernest Fitzroy Morrison-Bell | 29. Louisa Mary Dawes                          |  |  |       |  |  |                                                 |  |  |                                                 |  |
| 7. Louisa Morrison-Bell                         |                              | 14. Ernest Fitzroy Morrison-Bell |                                                |  |  |       |  |  |                                                 |  |  |                                                 |  |
|                                                 |                              | 15. Maud Evelyn Henry            | 30. Francis Henry                              |  |  |       |  |  |                                                 |  |  |                                                 |  |
|                                                 |                              | 15. Maud Evelyn Henry            | 30. Francis Henry                              |  |  |       |  |  |                                                 |  |  |                                                 |  |
|                                                 |                              | 15. Maud Evelyn Henry            | …                                              |  |  |       |  |  |                                                 |  |  |                                                 |  |
|                                                 |                              | 15. Maud Evelyn Henry            |                                                |  |  |       |  |  |                                                 |  |  |                                                 |  |